# Pseudoparanaspia thailandica
Pseudoparanaspia thailandica är en skalbaggsart som beskrevs av Hayashi och Jean François Villiers 1987. Pseudoparanaspia thailandica ingår i släktet Pseudoparanaspia och familjen långhorningar. Inga underarter finns listade i Catalogue of Life.